# Gaujienas purvainie mezi
Gaujienas purvainie mezi este o arie protejată (arie specială de conservare — SAC, sit de importanță comunitară — SCI, arie de protecție specială avifaunistică — SPA) din Letonia întinsă pe o suprafață de 68,49 ha, integral pe uscat.

## Localizare
Centrul sitului Gaujienas purvainie mezi este situat la coordonatele 57°25′44″N 26°26′02″E / 57.429°N 26.4338°E.

## Înființare
Situl Gaujienas purvainie mezi a fost declarat arie de protecție specială avifaunistică în decembrie 2003 pentru a proteja 1 specie de animale. Alte tipuri de protecție:
- sit de importanță comunitară (în mai 2004)
- arie specială de conservare (în mai 2004)[1][3][4]

## Biodiversitate
Situată în ecoregiunea boreală, aria protejată conține 1 habitat natural: Mlaștini împădurite.
La baza desemnării sitului se află o specie protejată de  păsări:  cocoș de munte (Tetrao urogallus).